# Thomas McMahon (Bischof)

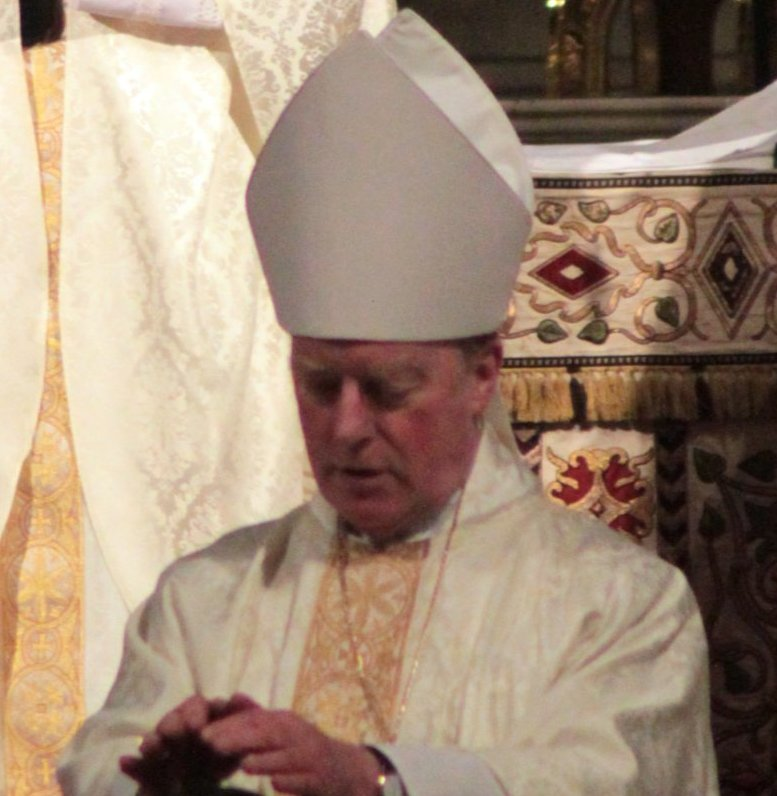
Thomas McMahon

Thomas McMahon (* 17. Juni 1936 in Dorking) ist emeritierter Bischof von Brentwood.

## Leben
Thomas McMahon empfing am 29. November 1959 die Priesterweihe für das Bistum Brentwood.
Papst Johannes Paul II. ernannte ihn am 16. Juni 1980 zum Bischof von Brentwood. Der Erzbischof von Westminster, George Basil Kardinal Hume OSB, spendete ihm am 17. Juli desselben Jahres die Bischofsweihe; Mitkonsekratoren waren Patrick Joseph Casey, emeritierter Bischof von Brentwood, und Geoffrey Burke, Weihbischof in Salford.
Papst Franziskus nahm am 14. April 2014 seinen altersbedingten Rücktritt an.